# Neogomphus edenticulatus
Neogomphus edenticulatus là loài chuồn chuồn trong họ Gomphidae. Loài này được Carle & Cook mô tả khoa học đầu tiên năm 1984.